# Rezerwat przyrody Dąbrowa Grotnicka
Rezerwat przyrody Dąbrowa Grotnicka – leśny rezerwat przyrody w gminie Zgierz, w powiecie zgierskim, w województwie łódzkim. Znajduje się w pobliżu miejscowości Zimna Woda, na południe od Autostrady Wolności (A2).
Zajmuje powierzchnię 100,47 ha. Został powołany Zarządzeniem Ministra Ochrony Środowiska, Zasobów Naturalnych i Leśnictwa z 25 czerwca 1990 roku (M.P. z 1990 r. nr 31, poz. 248). Według aktu powołującego, rezerwat utworzono w celu zachowania rzadko już spotykanego zespołu dąbrowy świetlistej, a także stanowisk roślin ciepłolubnych oraz chronionych.
Według obowiązującego planu ochrony ustanowionego w 2013 roku (zmienionego w 2015), obszar rezerwatu objęty jest ochroną czynną.